# Reprezentacja Trynidadu i Tobago w piłce nożnej mężczyzn
Reprezentacja Trynidadu i Tobago w piłce nożnej pierwszy mecz międzypaństwowy rozegrała 6 sierpnia 1934 roku. Od 1963 roku jest członkiem FIFA. Reprezentacja ma przydomek Soca Warriors.
Najświetniejszymi do tej pory ambasadorami trynidadzkiego futbolu byli piłkarze angielskiej Premier League – napastnik Dwight Yorke i bramkarz Shaka Hislop. Dzisiaj w klubach europejskich, szczególnie angielskich, gra niemal cała obecna kadra Trynidadu i Tobago. O obliczu obecnej reprezentacji wciąż decyduje Yorke, który, mimo iż w 2001 rozstał się z drużyną narodową, to powrócił na eliminacje do mundialu 2006.
Od wielu lat reprezentacja jest niepokonana na Karaibach. W ciągu dwudziestu ośmiu lat istnienia Pucharu Karaibów (turnieju w 1990 nie dokończono), piłkarze z Trynidadu zwyciężyli w nim ośmiokrotnie, ostatnio w 2001 roku. Pięciokrotnie byli drudzy (1991, 1998, 2007, 2012, 2014), i dwukrotnie zajęli trzecie miejsce (1993, 2005).
W październiku 2005 roku podopieczni holenderskiego szkoleniowca Leo Beenhakkera pokonali w meczu eliminacyjnym Meksyk 2:1 i zajęli czwarte miejsce w grupie CONCACAF, które oznaczało walkę o mistrzostwa świata w barażach z Bahrajnem. Dzień 16 listopada 2005 roku z pewnością przejdzie do historii trynidadzkiego piłkarstwa. Wtedy to po wyjazdowym zwycięstwie 1-0 (po golu Dennisa Lawrence’a, w pierwszym meczu padł remis 1-1) piłkarze Trynidadu i Tobago wywalczyli historyczny awans na mundial.
Na Mistrzostwach Świata 2006 zagrali w grupie B, z Anglią, Szwecją i Paragwajem. W pierwszym meczu zremisowali 0-0 z faworyzowaną reprezentacją Szwecji, a w dwóch następnych przegrali po 0-2.
W kwietniu 2009 roku Kolumbijczyk Francisco Maturana zrezygnował po kilkunastu miesiącach pracy z funkcji selekcjonera piłkarskiej reprezentacji, a zastąpił go uczestnik Mistrzostw Świata w Piłce Nożnej 2006 – Russell Latapy. Asystentem trenera został zaś Serb Zoran Vraneš. Prawdopodobną przyczyną odejścia Francisco Maturany były słabe wyniki reprezentacji w eliminacjach do Mistrzostw Świata w 2010 roku organizowanych w Południowej Afryce, do których trynidadzcy piłkarze nie awansowali. Później drużyna Trynidadu i Tobago dwukrotnie osiągała ćwierćfinał Złotego Pucharu CONCACAF (2013, 2015), jednak nie awansowała na mundial w Brazylii. Obecnie selekcjonerem kadry Trynidadu i Tobago jest Dennis Lawrence
Trynidad i Tobago zajmuje obecnie (1 czerwca 2017) 8. miejsce w Federacji CONCACAF.

## Udział wMistrzostwach Świata
- 1930 – 1962 – Nie brał udziału (był kolonią brytyjską)
- 1966 – 2002 – Nie zakwalifikował się
- 2006 – Faza Grupowa
- 2010 – 2022 – Nie zakwalifikował się

## Udział wZłotym Pucharze CONCACAF
- 1991 – Faza Grupowa
- 1993 – Nie zakwalifikował się
- 1996 – Faza Grupowa
- 1998 – Faza Grupowa
- 2000 – III Miejsce[3]
- 2002 – Faza Grupowa
- 2003 – Nie zakwalifikował się
- 2005 – Faza Grupowa
- 2007 – Faza Grupowa
- 2009 – 2011 – Nie zakwalifikował się
- 2013 – Ćwierćfinał
- 2015 – Ćwierćfinał
- 2017 – Nie zakwalifikował się
- 2019 – Faza grupowa
- 2021 – Faza grupowa

## Udział wPucharze Karaibów
- 1989 – Mistrzostwo
- 1990 – Turnieju nie dokończono[4]
- 1991 – II Miejsce
- 1992 – Mistrzostwo
- 1993 – III Miejsce
- 1994 – Mistrzostwo
- 1995 – Mistrzostwo
- 1996 – Mistrzostwo
- 1997 – Mistrzostwo
- 1998 – II Miejsce
- 1999 – Mistrzostwo
- 2001 – Mistrzostwo
- 2005 – III Miejsce
- 2007 – II Miejsce
- 2008 – Faza Grupowa
- 2010 – Faza Grupowa
- 2012 – II Miejsce
- 2014 – II Miejsce
- 2017 – Nie zakwalifikował się

## Rekordziści
| #   | Zawodnik             | Pozycja | Lata      | Występy |
| --- | -------------------- | ------- | --------- | ------- |
| 1.  | Angus Eve            | PO      | 1994–2005 | 117     |
| 2.  | Stern John           | NA      | 1995–2011 | 115     |
| 3.  | Marvin Andrews       | OB      | 1996–2009 | 103     |
| 4.  | Densill Theobald     | PO      | 2002–2013 | 99      |
| 5.  | Carlos Edwards       | PO      | 1999–     | 93      |
| 6.  | Kenwyne Jones        | NA      | 2003–     | 90      |
| 7.  | Dennis Lawrence      | OB      | 2000–2009 | 89      |
| 8.  | Clayton Ince         | BR      | 1997–2009 | 79      |
| 9.  | Russell Latapy       | PO      | 1988–2009 | 78      |
| 9.  | Jan-Michael Williams | BR      | 2003–     | 78      |
| 11. | Arnold Dwarika       | PO      | 1993–2008 | 74      |
| 12. | Keyeno Thomas        | OB      | 1998–2009 | 72      |
| 12. | Dwight Yorke         | NA      | 1989–2009 | 72      |
| 14. | Cornell Glen         | NA      | 2002–     | 71      |
| 15. | Avery John           | OB      | 1996–2009 | 70      |
| 15. | Khaleem Hyland       | PO      | 2008–     | 70      |

| #   | Zawodnik        | Pozycja | Lata      | Gole |
| --- | --------------- | ------- | --------- | ---- |
| 1.  | Stern John      | NA      | 1995–2011 | 70   |
| 2.  | Angus Eve       | PO      | 1994–2005 | 34   |
| 3.  | Russell Latapy  | PO      | 1988–2009 | 29   |
| 4.  | Arnold Dwarika  | PO      | 1993–2008 | 28   |
| 5.  | Cornell Glen    | NA      | 2002–     | 24   |
| 6.  | Kenwyne Jones   | NA      | 2003–     | 23   |
| 7.  | Nigel Pierre    | NA      | 1999–2005 | 22   |
| 8.  | Leonson Lewis   | NA      | 1988–1996 | 21   |
| 9.  | Dwight Yorke    | NA      | 1989–2009 | 19   |
| 10. | Devorn Jorsling | NA      | 2007–     | 18   |
| 11. | Kevin Molino    | PO      | 2010–     | 17   |
| 12. | Steve David     | NA      | 1972–1976 | 16   |
| 13. | Keon Daniel     | PO      | 2008–2013 | 14   |
| 14. | Alvin Corneal   | NA      | 1959–1967 | 13   |
| 15. | Kerry Baptiste  | NA      | 2003–2010 | 12   |